# Onthophagus montreuili
Onthophagus montreuili là một loài bọ cánh cứng trong họ Bọ hung (Scarabaeidae).